# Max Mirnyj
Maksim "Max" Mirnyj, född 6 juli 1977 i Minsk, är en vitrysk före detta högerhänt professionell tennisspelare.
Mirnyj var främst en duktig dubbelspelare som vunnit sex Grand Slam-titlar, bland annat Franska öppna tillsammans med Jonas Björkman år 2005 och 2006. I singel har han en titel (i Rotterdam 2003).

## Grand Slam-titlar
- Franska öppna
  - Dubbel - 2005, 2006, 2011, 2012
- Wimbledonmästerskapen
  - Mixed dubbel - 1998
- US Open
  - Dubbel - 2000, 2002
  - Mixed dubbel - 1998, 2007, 2013

## ÖvrigaATP-titlar
- Singel
  - 2003 - Rotterdam
- Dubbel
  - 1997 - Shanghai
  - 1999 - Marseille, Köpenhamn, Singapore, Delray Beach
  - 2000 - Doha, Paris Inomhus
  - 2001 - Moskva, Stuttgart TMS
  - 2002 - Rotterdam, Moskva
  - 2003 - Estoril, Monte Carlo TMS, Montréal/Toronto, Moskva, Madrid TMS, Miami TMS
  - 2004 - Rom AMS
  - 2005 - Miami, Hamburg, Cincinnati, Moskva
  - 2006 - Doha, Miami, Monte Carlo, Cincinnati, Tennis Masters Cup (tillsammans med Jonas Björkman), Stuttgart
  - 2008 - Delray Beach (med Jamie Murray), Wien (med Andy Ram)
  - 2009 - Miami
  - 2010 - Paris
  - 2011 - Memphis, Paris, Shanghai, London
  - 2012 - Brisbane, Memphis, Paris, London
  - 2013 - Bukarest, 's-Hertogenbosch, Beijing
  - 2016 - Acapulco
- Mixed
  - 2012 - OS-guld